# Wapen van Tervuren

Het wapen van Tervuren (sinds 1987).

Het Wapen van Tervuren is het heraldisch wapen van de Belgische gemeente Tervuren. Het wapen werd voor het eerst op 15 september 1819 toegekend, op 29 mei 1838 herbevestigd en op 3 december 1987 in licht gewijzigde vorm herbevestigd.

## Geschiedenis
Het gemeentewapen is gebaseerd op de oudste zegels van Tervuren. De kroon die de leeuw droeg sinds 1819, is na de herbevestiging van het wapen in 1987 weggehaald omdat deze niet voorkwam op het originele zegel. Dit zegel was gebaseerd op het wapen van Jan Hinckaert, een bastaard van de hertog van Brabant, die in 1435 in het bezit kwam van de stad Tervuren.
Sinds eind 2002 is er door de gemeente voor gekozen om in plaats van het gemeentewapen een nieuwe huisstijl te gebruiken met een nieuw logo.

## Blazoenering
Het wapen heeft de volgende blazoenering:
In zilver een leeuw van lazuur.— Ministerieel Besluit van 3 december 1987.